# Vic-le-Comte
Vic-le-Comte is een gemeente in het Franse departement Puy-de-Dôme (regio Auvergne-Rhône-Alpes). De plaats maakt deel uit van het arrondissement Clermont-Ferrand. Vic-le-Comte telde op 1 januari 2022 5.336 inwoners.

## Geografie
De oppervlakte van Vic-le-Comte bedroeg op 1 januari 2022 18,09 vierkante kilometer; de bevolkingsdichtheid was toen 295 inwoners per km².

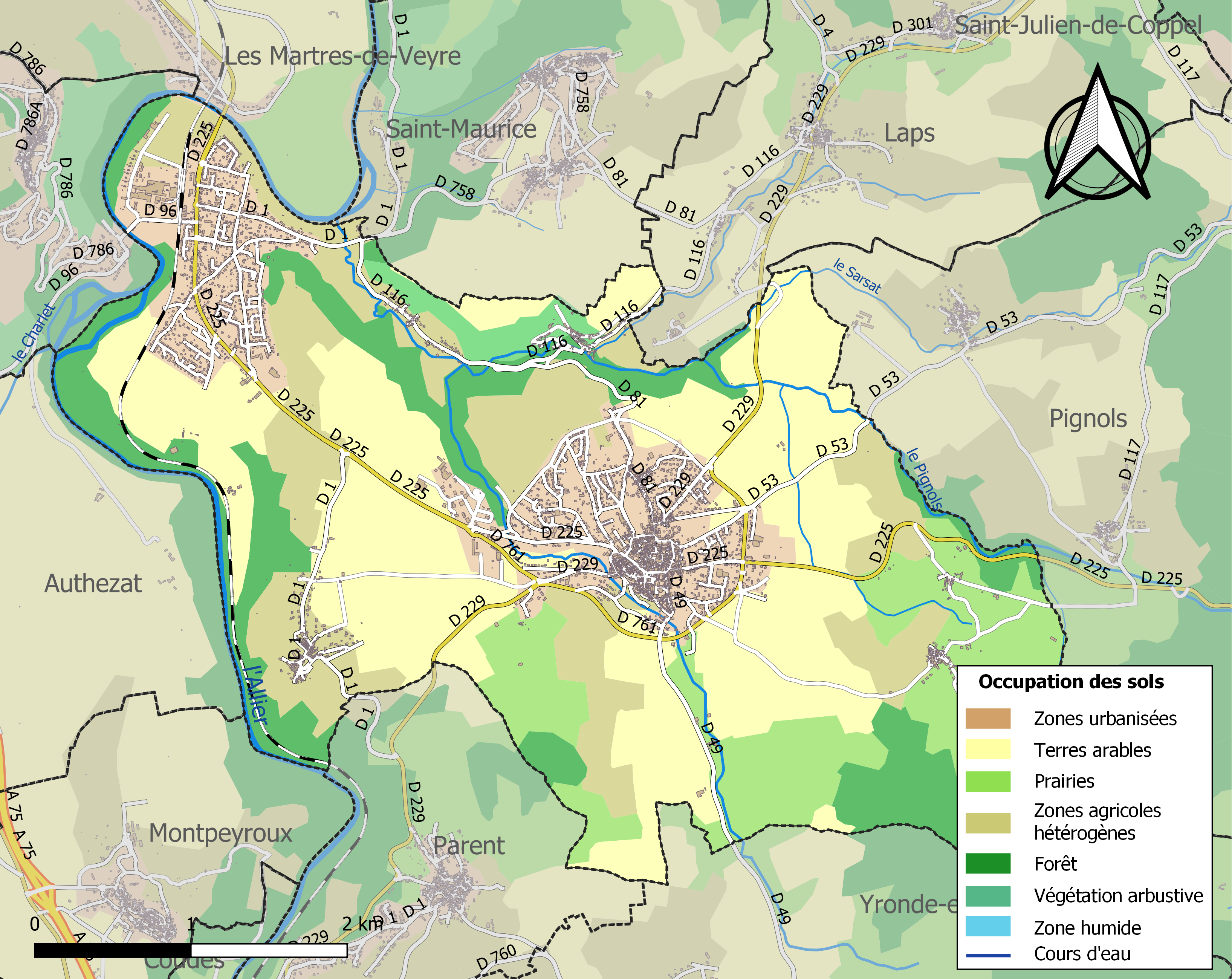
Kaart van de gemeente met belangrijkste infrastructuur, bodemgebruik en omliggende gemeenten

## Demografie
Onderstaande figuur toont het verloop van het inwonertal (bron: INSEE-tellingen).

## Bezienswaardigheden
Vroeger was Vic-le-Comte de hoofdstad van het graafschap Auvergne. Dit verklaart waarom de stad beschikt over enkele belangwekkende historische gebouwen.
- Het enige zichtbare spoor van het kasteel van de graven van Auvergne is de versterkte ingangspoort die zich bevindt op de place du Vieux-Marché, in het hart van Vic.
- De kerk Saint-Pierre is beter gekend als de Sainte-Chapelle van Vic-le-Comte. De Sainte-Chapelle is de oude kapel van het kasteel van de graven van Auvergne. Omstreeks 1840 werd ze gevoelig uitgebreid naar het westen toe door de toevoeging van een schip van vijf traveeën dat in dezelfde stijl van de kapel werd opgetrokken. Het gebouw werd op die manier de belangrijkste parochiekerk van de stad. Ze vervangt de volledig verdwenen romaanse kerk Saint-Pierre die buiten de wallen stond.

Met de bouw van de Sainte-Chapelle werd een aanvang genomen kort na 1505, het jaar waarin het huwelijk van gravin Anne de La Tour en Jean Stuart, hertog van Albany en regent van Schotland, ingezegend werd. Ze nam oorspronkelijk het grondplan over van de bovenkapel van de Sainte-Chapelle van Parijs. Het is een mooi gotisch bouwwerk dat de renaissance aankondigt. Zeker binnen is het een van de mooiste monumenten uit de renaissance van Auvergne.
De glas-in-loodramen van de kapel werden tussen 1520 en 1525 vervaardigd en zijn heel rijk van kleur. Boven het altaar wordt, net op dezelfde plaats als in de Sainte-Chapelle van Parijs, de boom van Jessé uitgebeeld. Het huidige glas-in-loodraam werd helemaal heruitgevoerd in de 19e eeuw. Aan de zijkanten worden scènes uit het Oud Testament, uit het passieverhaal en uit de Goede Week uitgebeeld.
Boven de glas-in-loodramen slingert een heel lange erkervormige tribune de kapel rond. Net zoals in de andere Saintes-Chapelles prijken daarboven, telkens onder gotische baldakijnen waarop de ribben van het gewelf samenkomen, de terracotta beelden van de twaalf apostelen. Een aantal onder hen werden opnieuw gemaakt. De balustrade werd in 1528-1529 gebeeldhouwd door artiesten uit Firenze onder de leiding van Giovanni Francesco Rustici, een Florentijns kunstenaar die door koning Frans I aangetrokken werd om aan zijn hof te werken. Dezelfde kunstenaars hebben ook het stenen retabel boven het hoofdaltaar vervaardigd. Dat kunstwerk dateert uit 1520 en toont op de bovenste verdieping voorstellingen van de goddelijke deugden (Geloof, Hoop en Liefde), op de onderste voorstellingen van de kardinale deugden (Rechtvaardigheid, Voorzichtigheid, Moed en Gematigdheid) en een houten beeld van Sint-Antonius. De harten van Anne de La Tour en Jean Stuart werden in het altaar ingemetseld.
Aan de rechterzijkant van de kapel hangt een op hout geschilderde polyptiek uit de 15e eeuw die het passieverhaal en de graflegging als onderwerp heeft.
Aan de buitenkant heeft de kapel een rijkelijk gebeeldhouwde kroonlijst met onder meer fantastische en echt bestaande dieren, personages, distels, boerenkolen en gebladerte.
- De kerk Saint-Jean-Baptiste is een romaans gebouw uit de 13e eeuw dat herwerkt werd tijdens de gotiek. Het drielobbig portaal dateert uit de 14e eeuw. Aan weerszijden van het koor zijn er in de 13e en de 14e eeuw fresco's aangebracht. Ze beelden het leven van Johannes de Doper en van de Heilige Blasius uit. Vermeldenswaardig is nog een 16e-eeuws houten beeld van Notre-Dame-de-Pitié.
- De place du Vieux-Marché heeft een monumentale fontein uit 1722 met een Latijnse inscriptie.
- Een vakwerkhuis staat in de rue du Palais, vlak bij de place du Vieux-Marché.
- Een stenen huis uit de renaissance staat vlak bij de porte Robin.
- De graanhal werd rond 1938 vervangen door de huidige feestzaal.

## Afbeeldingen

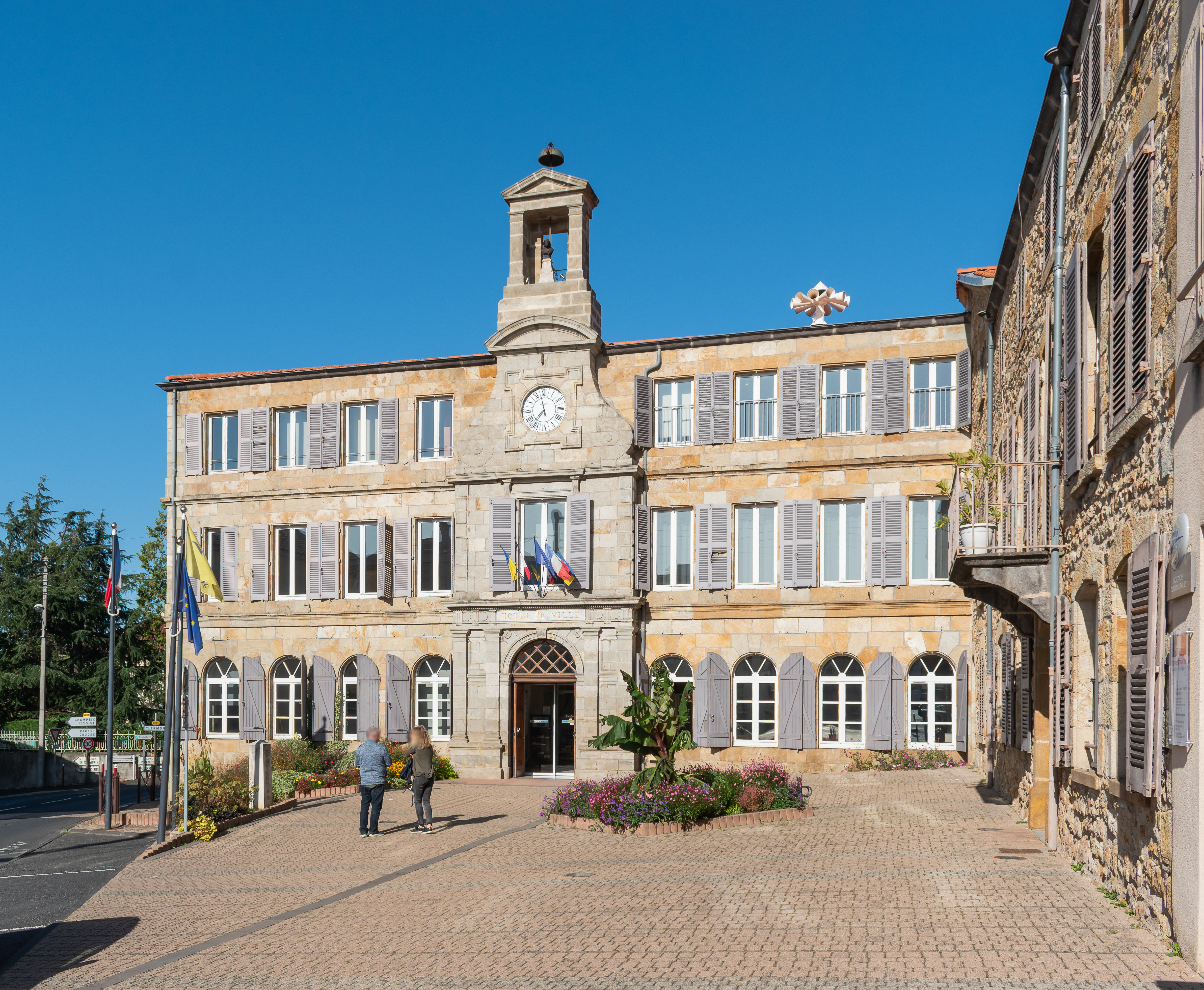
Gemeentehuis
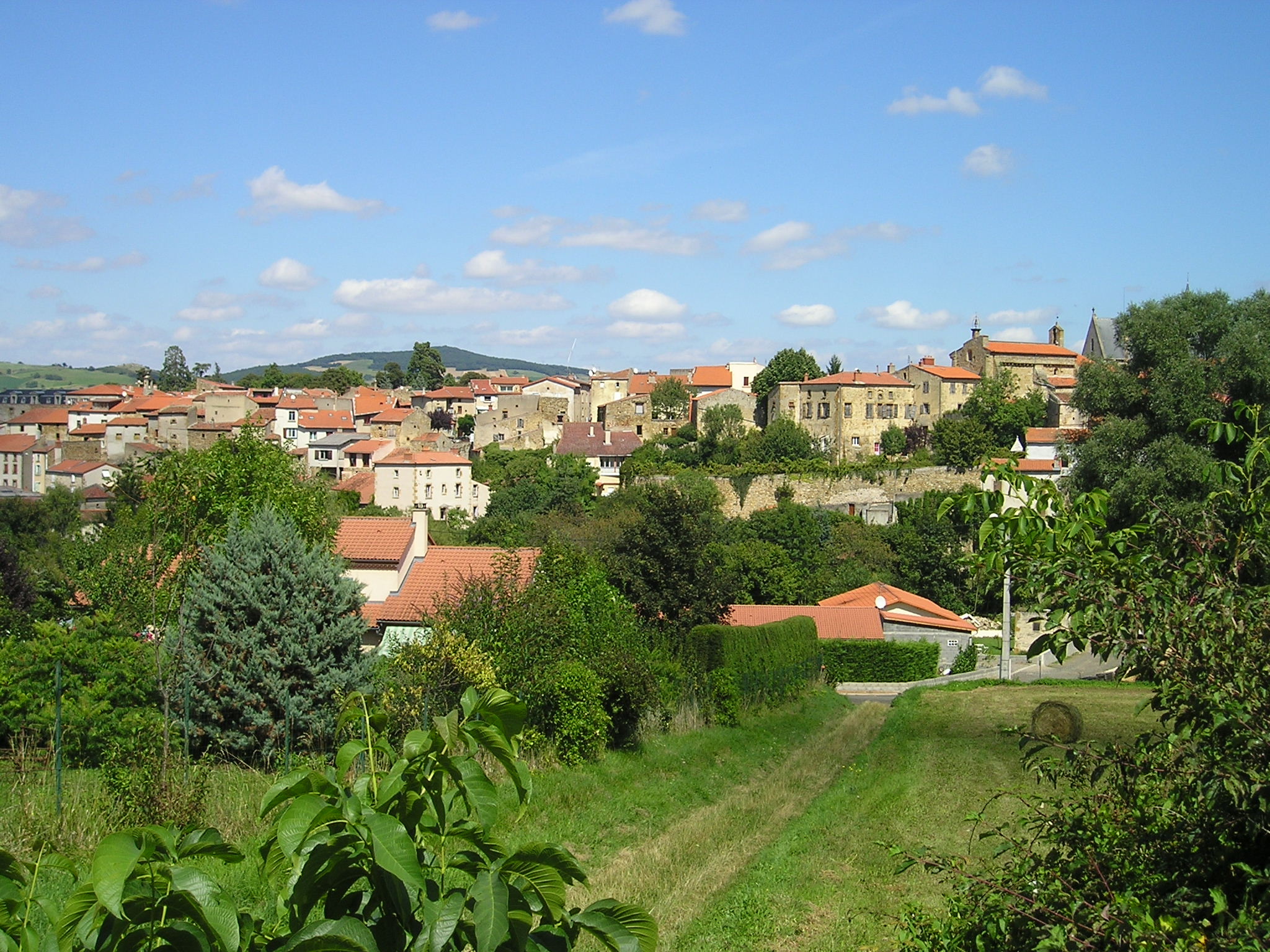
Gezicht op Vic-le-Comte
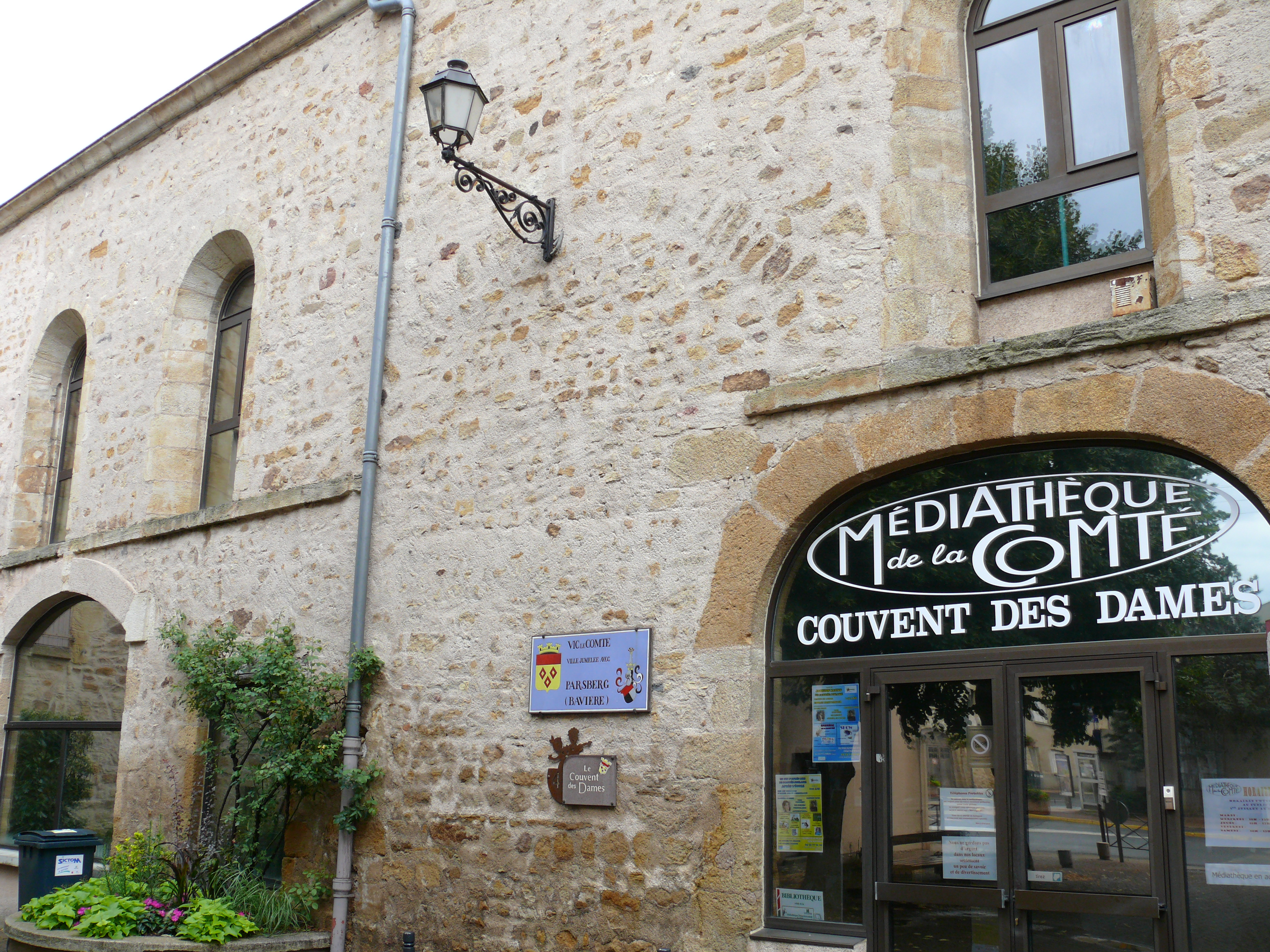
Mediatheek